# Gheorghe Gîrleanu (arhitect)
Gheorghe Gîrleanu (n. 1933, Telenești, județul Orhei, România) este un arhitect din Timișoara, care a proiectat în a doua jumătate a secolului al XX-lea o serie de clădiri înalte din Timișoara. În perioada 1976–1995 a proiectat și o serie de biserici.

## Studii
Născut la Telenești, în Basarabia (astăzi Republica Moldova), Gheorghe Gîrleanu s-a mutat împreună cu părinții săi în România, întâi la Iași, iar apoi la Timișoara. Aici a urmat Liceul Constantin Diaconovici Loga. După absolvirea lui, între 1952–1959 a urmat la București cursurile Universității de Arhitectură și Urbanism Ion Mincu, devenind arhitect diplomat.

## Activitate
După absolvire a fost repartizat, la cerere, la Timișoara, fiind încadrat la IPROTIM, unde a lucrat până la pensionare, în 1995. Aici a participat la proiectarea complexelor comerciale din Oravița și Anina. În calitate de șef de proiect a realizat numeroase blocuri de locuințe din Timișoara în zonele Calea Șagului, Steaua, Soarelui, Paciurea, Pârvan, Tipografilor, în Piața Mărăști, Piața Ionel I.C. Brătianu („Punctele Cardinale”). A făcut parte din echipa arh. Aurel Sârbu care a proiectat blocurile cu opt etaje din Piața Victoriei și din echipa arh. Hans Fackelmann la proiectarea campusului Universității de Vest.
Căpătând experiență prin realizarea unui hotel la Lugoj și a Hotelului Central din Timișoara, a proiectat ca șef de proiect complexul Hotelului Continental din Timișoara. Realizat în 1971, în acel moment era cea mai înaltă clădire civilă din oraș (cu excepția Catedralei Metropolitane, care are circa 90,5 m înălțime). Tot el a proiectat noul corp cu care a fost extins între 1975–1978 Hotel Timișoara, fost Pension Central, ultima clădire proiectată de László Székely.
A conceput amenajarea ștrandului Tineretului, în epocă cel mai popular ștrand din Timișoara. Proiectarea s-a făcut în cadrul serviciului, nefiind plătit expres pentru proiect, iar ștrandul însuși a fost realizat prin munca voluntară a personalului fabricilor din oraș.
Între 1976–1995 a proiectat o serie de biserici, la Caransebeș, Cărpiniș, Deta, Gelu, Luncani, Peciu Nou și Tomești. A proiectat extinderea mănăstirii Timișeni de la Șag și ansamblul mănăstiresc Izvorul lui Miron, lângă Românești. De asemenea, a proiectat extinderea sediului Mitropoliei Banatului.
A proiectat sediul Romtensid și sediul poliției din Sânnicolau Mare
Stilul său este considerat modernist târziu (engleză late modern), specific perioadei sale.
În paralel cu activitatea de proiectant la IPROTIM, între 1880–1883 a fost cadru didactic asociat la Facultatea de Arhitectură a Universității Politehnica Timișoara.

## Onoruri și premii
- Ordinul și Medalia Muncii[3]
- Premiul Uniunii Arhitecților pentru complexul Hotelului Continental[3]
- Premiul Uniunii Arhitecților (cu echipa de proiectare) pentru Universitatea de Vest[3]